# Tomoyo After: It's a Wonderful Life
Tomoyo After: It's a Wonderful Life (智代アフター ～It's a Wonderful Life～, Tomoyo Afutā ~It's a Wonderful Life~) est un visual novel eroge japonais développé par Key et sorti le 25 novembre 2005 sur PC sous forme de DVD. Un portage sur PlayStation 2 sans le contenu réservé aux adultes a été réalisé par Prototype le 25 janvier 2007 sous le titre Tomoyo After: It's a Wonderful Life CS Edition (« CS » signifiant consumer software, qu'on peut traduire par « logiciel pour le public »). Prototype a également sorti une version tous publics jouable sur téléphone portable FOMA le 2 juin 2008, et une version PSP basée sur la CS Edition le 19 mars 2009. Le gameplay de Tomoyo After suit un ensemble de scénarios prédéterminés contenant des interactions entre les personnages, et met l'accent sur l'attirance pour le personnage féminin principal, Tomoyo Sakagami. L’histoire suit la vie de Tomoya Okazaki, un jeune homme qui vient de quitter le lycée, et de Tomoyo, qui commencent à avoir une relation amoureuse.
Après avoir sorti le très attendu Clannad, Key a permis à ses membres de travailler sur les projets qu'ils voulaient ; Tomoyo After répond au souhait de Jun Maeda de faire un jeu basé sur le scénario de Tomoyo dans Clannad. Jun Maeda a écrit le scénario du jeu avec l'aide de Leo Kashida, un nouveau membre de l'équipe. Les dessins ont été faits par Fumio, également connu pour son travail sur Pia Carrot G.O. Toybox: Summer Fair. La musique est composée par les principaux compositeurs de Key, Shinji Orito, Magome Togoshi et Jun Maeda. Le générique de début (Light colors) et le générique de fin (Life is like a Melody) sont chantés par Lia du groupe I've Sound. Tomoyo After a reçu un bon accueil de la critique, et c'est la quatrième meilleure vente de jeu bishōjo au Japon en 2005.

## Système de jeu
Le gameplay de Tomoyo After ne demande que peu d'interaction au joueur, qui passe la plupart du jeu à lire les textes à l'écran qui représentent soit des dialogues soit les pensées du héros. De temps en temps, un « point de décision » apparaît et permet au joueur de choisir entre différentes options, généralement deux ou trois. Le temps entre deux points de décision peut varier d'une minute à beaucoup plus longtemps. Pendant ces points de décision, le jeu est en pause jusqu'à ce que le joueur fasse un choix, qui fait progresser le scénario dans une direction spécifique. Pour voir tous les scénarios disponibles, le joueur doit donc refaire le jeu plusieurs fois et faire des choix différents pour donner une autre orientation au scénario. Au cours du jeu (dans la version pour adultes) apparaissent des scènes hentaï dans lesquelles on voit Tomoya et Tomoyo ayant des relations sexuelles.
Tomoyo After possède une caractéristique qui n'est pas courante dans un visual novel : un système nommé « Dungeons & Takafumis » permet au joueur de jouer à un RPG dans le style de Final Fantasy. Pour terminer entièrement le jeu, le joueur doit terminer huit de ces mini-RPG, ce qui débloque certaines possibilités de scénarios.

## Histoire et personnages
Tomoyo After reprend deux des personnages principaux de Clannad : Tomoya Okazaki (岡崎 朋也, Okazaki Tomoya), et Tomoyo Sakagami (坂上 智代, Sakagami Tomoyo) qui donne son nom au titre du jeu. Tomoya travaille comme éboueur ; au début, il vit seul dans son appartement car il ne veut pas vivre chez son père Naoyuki Okazaki (岡崎 直幸, Okazaki Naoyuki) avec qui il ne s'entend pas. Tomoya est resté proche de Tomoyo, dont le jeu prolonge l'histoire dans Clannad ; elle voit régulièrement Tomoya et ils commencent à avoir une relation amoureuse,.
L'histoire commence un mois après les événements des vacances d'été dans Clannad quand Tomoya quitte le lycée ; il vit toujours dans la ville où se déroulait Clannad. Un jour, il découvre que Tomoyo a une demi-sœur plus jeune, Tomo Mishima (三島 とも, Mishima Tomo), qui vivait jusque-là avec sa mère,. Tomo, qui est en école maternelle, est la fille illégitime du père de Tomoyo et d'une femme nommée Yūko Mishima (三島 有子, Mishima Yūko). Il est finalement décidé que Tomo va vivre chez Tomoya. Tomoyo aime beaucoup Tomo et s'occupe beaucoup d'elle car elle a toujours eu un faible pour les enfants. La raison pour laquelle Tomo est recueillie par Tomoya est que la mère de Tomo souffre de problèmes psychologiques. Son état l'empêche de s'occuper de Tomo qui emménage donc chez Tomoya.
Tomoyo a aussi un petit frère, Takafumi Sakagami (坂上 鷹文, Sakagami Takafumi), qui est très doué en informatique, et qui commence à vivre chez Tomoya après avoir installé un ordinateur dans la chambre de ce dernier. L'ex-petite amie de Takafumi, Kanako (河南子), n'approuve pas le choix de remariage de sa mère et n'aime donc pas vivre chez elle, si bien qu'elle se met aussi à squatter l'appartement de Tomoya. Kanako est railleuse et très sarcastique, elle aime la crème glacée, et son nom de famille n'est pas dévoilé. Kanako fait aussi une brève apparition dans le sixième épisode de l'adaptation animée de Clannad. L'un des thèmes principaux de Tomoyo After est le lien familial, comme dans Clannad.

## Développement
Après avoir sorti le très attendu Clannad, Key a permis à ses membres de travailler librement sur les projets qu'ils voulaient. Tomoyo After répond au souhait de Jun Maeda de créer un jeu qui reprend le scénario de Tomoyo dans Clannad. Jun Maeda s'est occupé de la planification et du scénario, avec pour assistant Leo Kashida, un nouveau membre de l'équipe.
Comme pour Planetarian: Chiisana Hoshi no Yume, ce n'est pas Itaru Hinoue, la directrice artistique des trois premiers jeux de Key, qui s'est occupé de la direction artistique. Celle-ci a été confiée à Fumio, assisté par Itaru Hinoue pour le character design. C'est pour cela que, bien qu'ils soient similaires, les personnages issus de Clannad comme Tomoya et Tomoyo présentent des différences par rapport à leur apparence dans Clannad. Jun Maeda a également participé à la composition de la musique du jeu, qui a été dirigée par Shinji Orito et Magome Togoshi,.
Lors du portage de Tomoyo After sur PlayStation 2, des améliorations ont été apportées au jeu. Le scénario de cette nouvelle édition a été rallongé par l'équipe pour compenser le retrait des scènes à caractère sexuel ; Yūto Tonokawa a écrit des scènes supplémentaires pour Takafumi et Kanako. Avec les nouveaux éléments de scénario et les nouvelles images, l'édition PS2 est 1,5 fois plus longue que l'édition PC originale. Dans l'édition originale, il y a un doublage vocal de tous les personnages sauf Tomoya ; cela n'est pas changé dans la version PS2. Des améliorations graphiques ont également été apportées pour rendre l'image plus précise sur un écran de télévision puisque le jeu devait être utilisé sur console et non sur PC. Par le passé, les joueurs de visual novels se plaignaient d'avoir mal aux yeux à cause du clignotement des images sur leur télévision, mais avec la version PS2 de Tomoyo After, le clignotement a été largement réduit pour éviter de déclencher une fatigue oculaire.

### Sorties
Tomoyo After est d'abord sorti au Japon le 25 novembre 2005 sous la forme d'une édition limitée sur DVD jouable sur PC, et la bande originale était en bonus,. Le jeu est resté à l'état d'édition limitée, et Key ne produit plus la version pour adultes. Une adaptation tous publics sur PlayStation 2 a été faite par Prototype, et est sortie le 25 janvier 2007 sous le titre Tomoyo After: It's a Wonderful Life CS Edition ; CS signifiant consumer software, ce qu'on peut traduire par « logiciel pour le grand public ». La version tous publics a été adaptée sur les téléphones portables Freedom of Mobile Multimedia Access le 2 juin 2008 par Prototype sous le label VisualArt's Motto ; cette version n'inclut pas le RPG bonus Dungeons & Takafumis. Prototype a également sorti une version PSP de la CS Edition, incluant également le doublage vocal de tous les personnages sauf Tomoya, le 19 mars 2009. Le 31 juillet 2009, une édition tous publics sur PC est sortie dans un coffret contenant cinq autres visual novels de Key, Key 10th Memorial Box. Cette version inclut tous les ajouts de l'édition PS2 et le doublage de tous les personnages y compris Tomoya. La version de Tomoyo After disponible dans Key 10th Memorial Box est ressortie le 30 avril 2010 sous le titre Tomoyo After: It's a Wonderful Life Memorial Edition, compatible avec Windows 7. Prototype a sorti un portage de la CS Edition sur Xbox 360 le 22 septembre 2010.

## Adaptations

### Manga
Une adaptation du jeu en manga, intitulée Tomoyo After: Dear Shining Memories, a été publiée dans le magazine shōnen Dragon Age Pure du 20 avril 2007 au 20 octobre 2007, édité par Fujimi Shobo,. L'histoire se base sur la version PlayStation 2, mais alors que le jeu est vu du point de vue de Tomoya, dans le manga, l'histoire est racontée du point de vue de Tomoyo. Le manga est dessiné par Yukiko Sumiyoshi. Un volume relié (tankōbon) est sorti au Japon le 8 décembre 2007, contenant quatre chapitres de longueurs variées : le premier fait 38 pages, le deuxième et le troisième 40 pages, et le dernier 56 pages.

### Musique
Le jeu contient deux génériques, Light colors au début et Life is like a Melody à la fin ; tous deux sont chantés par Lia du groupe I've Sound, qui a également chanté sur les génériques d'un autre visual novel de Key, Air. La bande originale du jeu était incluse avec la première édition du jeu sortie le 25 novembre 2005. Cette bande originale contient dix-sept pistes différentes, dont des versions courtes des génériques et des arrangements au piano de deux musiques de fond. Tous les titres des musiques sont écrits en anglais et ne contiennent ni kanji ni kana. La bande originale de Tomoyo After a été rééditée le 27 avril 2007. Un album d'arrangements au pinao, Piano no Mori, est sorti le 29 décembre 2005. Il contient des arrangements de cinq musiques de Tomoyo After et de cinq musiques de Clannad. Tous ces albums sont sortis sous le label musical de Key, Key Sounds Label.

## Ventes
Selon un sondage sur les meilleures ventes de jeux bishōjo au Japon, la première édition PC de Tomoyo After s'est classée première des ventes. Le jeu est resté dans le classement pendant un mois, en se classant par la suite 35e et 36e. Le jeu Tomoyo After sur PC est le 8e jeu le plus vendu sur Getchu.com en 2005. En 2006, le magazine de jeux vidéo PC News a affirmé que Tomoyo After était la quatrième meilleure vente de jeu bishōjo en 2005, avec 49 226 exemplaires vendus.